# Schloss Tamsel

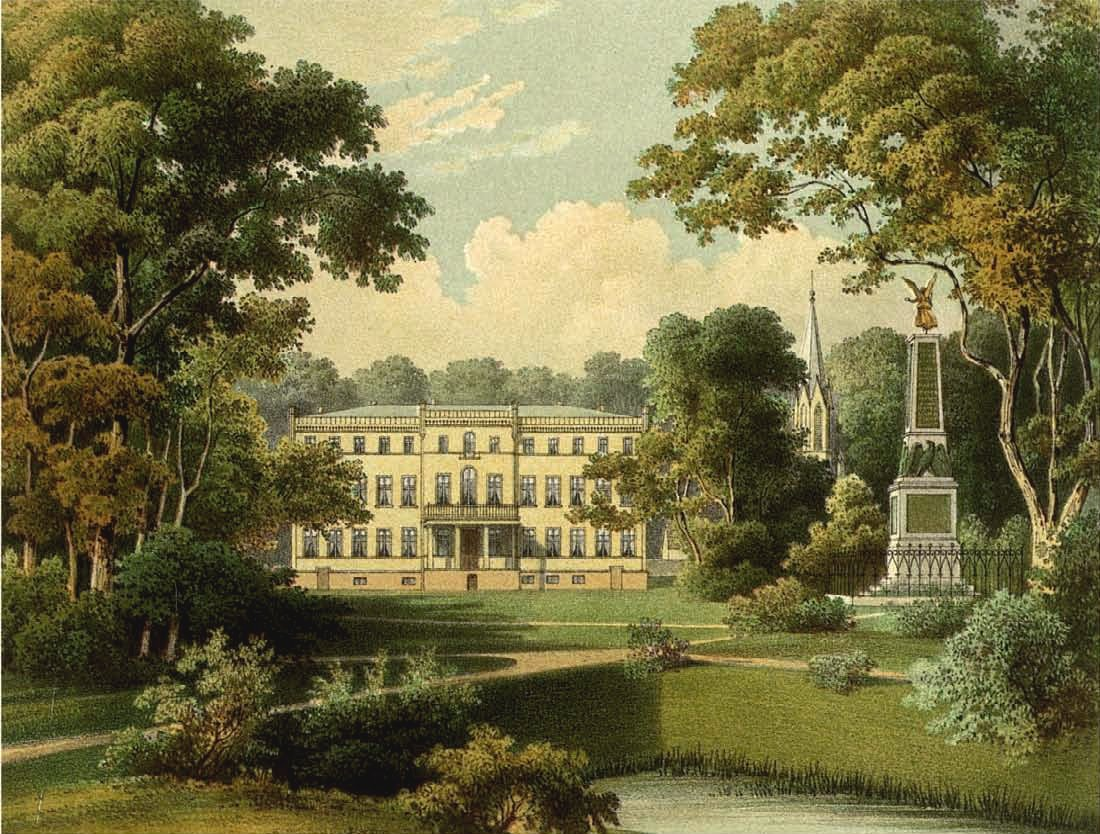
Schloss Tamsel, Sammlung Duncker

Das Schloss Tamsel (polnisch Palac Dąbroszyn) liegt im Ort Dąbroszyn (deutsch Tamsel) und wurde von Hans Adam von Schöning etwa 1686 nach seiner Rückkehr von der Belagerung von Ofen (1684/1686) (heute Budapest) und der erfolgreichen Erstürmung mit Hilfe griechischer Handwerker erbaut. Vor der Schlacht von Zorndorf im Jahr 1758 wurde das Schloss von russischen Truppen geplündert und vieles zerstört.
Bekannt wurde die Anlage durch Theodor Fontane und sein Werk Wanderungen durch die Mark Brandenburg. Hier ging er auf die Geschichte und liebliche Lage des Schlosses ein. Besonders die Zeit, als Kronprinz Friedrich, der spätere König Friedrich II. von Preußen während seiner Dienstjahre in der Küstriner Kriegs- und Domänenkammer das Schloss mehrfach besuchte, machte den Ort bekannt.

„Ich habe geglaubt, bei Aufzählung alles dessen, was Tamsel einerseits an Erinnerungen, andererseits an Kunstschätzen bietet, ausführlicher verweilen zu sollen, weil diesem schönen Landsitze, durch länger als ein Jahrhundert hin, die Rolle zufiel, nicht nur ein historischer Schauplatz, sondern auch eine Pflegestätte für die Künste zu sein.“

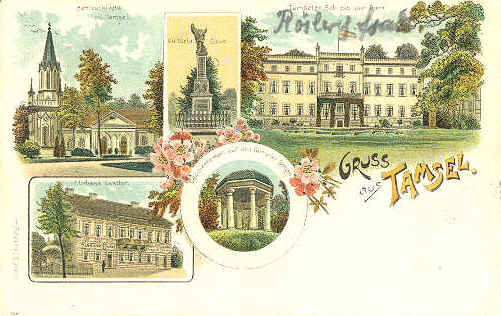
Kirche mit Schloss in Tamsel

Nach der Katte-Affäre, die zum Tod von Friedrichs Jugendfreund Hans Hermann von Katte führte, konnte er hier Abwechslung bei Musik und Gesellschaft finden. Der Kronprinz schwärmte für die nur fünf Jahre ältere Luise Eleonore von Wreech. Sie war zu dieser Zeit Erbin und Herrin auf Schloss Tamsel.
In den letzten Tagen des Zweiten Weltkriegs bewohnte der Befehlshaber der Ersten Weißrussischen Front, General Schukow das unbeschädigte Schloss während der Vorbereitung der Berliner Operation. Zum Ende des Krieges hin wurde es als Lazarett der Roten Armee genutzt. Später war es verschiedenen Nutzungen in dem nach dem Potsdamer Abkommen an Polen gefallenen Ort unterworfen.

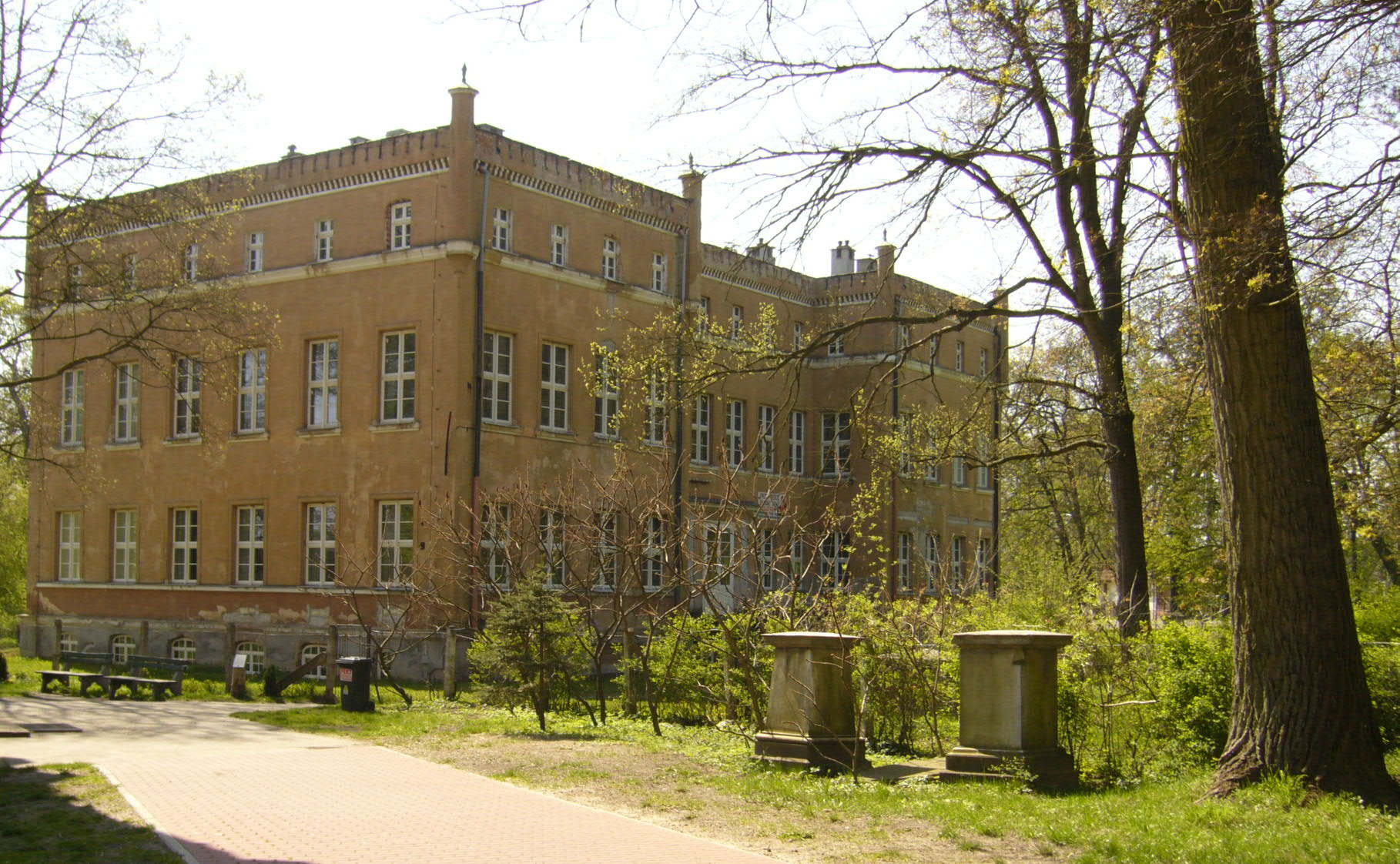
Schloss Tamsel im Juli 2010

Seit 2000 wird auch mit Hilfe einer Erbin aus Deutschland (Jutta von der Lancken) das Schloss restauriert und in eine kulturelle Nutzung überführt.
Inzwischen konnte bis zum Jahr 2004 die untere Etage mit EU-Fördermitteln restauriert werden. Die Geldmittel reichten jedoch nur für einen Teil der Arbeiten und inzwischen steht das Schloss halbfertig zum Verkauf, es wird ein Investor gesucht.